# Attila
Attila ( Sinh: 395 hoặc 406; Không rõ – 453), người châu Âu gọi ông là Attila Rợ Hung, và đặt biệt hiệu là "Ngọn roi của Thượng đế" hoặc "tai họa của trời" (fléau de dieu), là vua của Đế quốc Hung từ năm 434 đến khi qua đời vào năm 453 và là người anh hùng đã tạo dựng một đế chế của người Hung trải dài từ Đức đến sông Ural, rồi từ sông Danube tới biển Baltic. Đối với nền văn minh phương Tây, vị vua kiệt xuất của đế quốc Hung này hiện thân cho sự hủy diệt. Nền văn chương Đức sau này có đề cập tới ông.
Trong thời kì đó, ông là một trong những mối hiểm họa đáng sợ của cả Đế quốc Đông La Mã và Tây La Mã. Ông đã chinh phạt bán đảo Balkan hai lần và tiến tới xứ Gaule (Pháp ngày nay) và vươn xa tới Orleans (Paris ngày nay). Thậm chí có lần ông còn suýt nữa tiến chiếm kinh thành Constantinopolis của người Đông La Mã, nhưng một dịch bệnh khiến ông không thành công. Và sau đó, ông bị thất bại ê chề trước quân Tây La Mã trong trận đánh kịch liệt tại Chalons vào năm 451, do đó ông phải rút quân trở về. Năm sau tức là năm 452, ông lại thân hành ra quân, lần này thì họ đánh thẳng vào đất Ý, chiếm lĩnh được vài thành phố, nhưng sau đó lại phải lui binh.

## Sự nghiệp
Attila sinh khoảng năm 395 đến 406 ở một nơi nào đó dọc theo bờ sông Volga (Atil), khi mà tộc người Hung đang định cư ở vùng đất mà ngày nay là Hungary. Tên của ông có nghĩa là "Lũ trôi xa", hay "Người cha bé nhỏ".
Trở thành vua của người Hung năm 433,
Attila cai trị cùng anh là Bleda (Hán Việt: Bố Lai Đạt. Chữ Hán: 布萊達). Năm 445, ông hạ sát Bleda để độc tôn ngôi vị vua Hung. Sử gia La Mã Priscus là người đầu tiên viết về Attila và nhận định rằng ông ăn mặc đặc biệt giản dị và hợp lý.

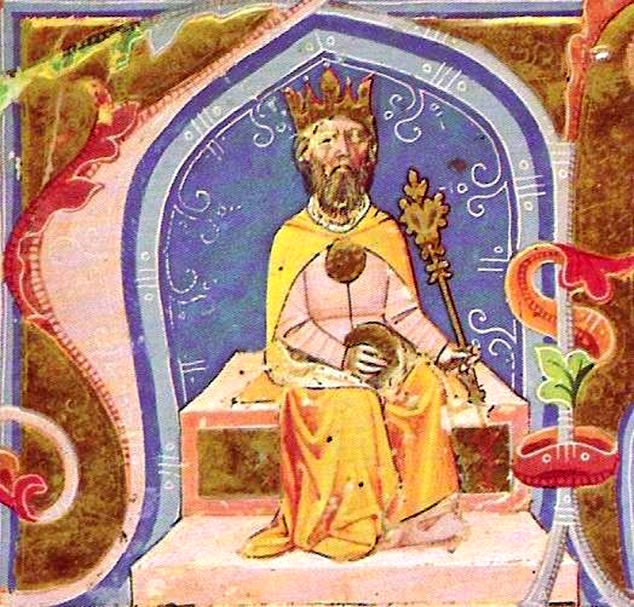
Vua Hung Attila ngự trên ngai cao, tranh vẽ vào năm 1360 (800 năm sau khi ông mất).

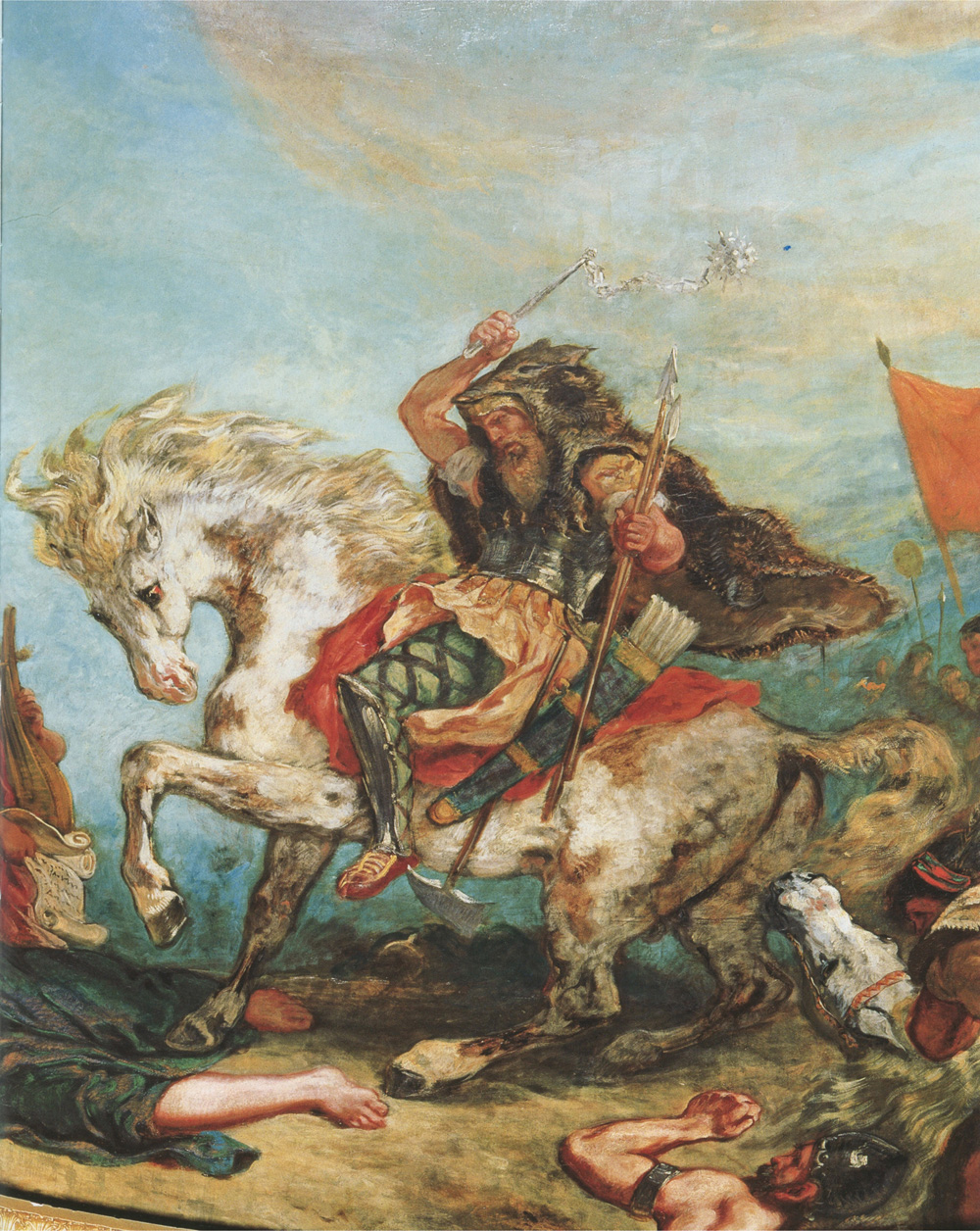
Tranh vẽ Attla trên lưng ngựa, của họa sĩ nổi tiếng người Pháp, Eugène Delacroix.

Bằng các chiến dịch quân sự ở nhiều vùng đất châu Âu, Attila đã gây dựng nên quê hương mới cho người Hung, chiếm đất đai, cướp phá, bắt nô lệ và tàn sát. Trong các chiến dịch của Attila ngoài người Hung còn có sự tham gia của các bộ lạc man tộc khác người Vadal, Ostrogoth, Gepider và Frank. Với lực lượng hùng hậu và đặc biệt là sự tinh nhuệ, dũng mãnh, thiện chiến của kỵ binh Hung, Attila đã tàn phá đế quốc Đông La Mã (443, 447 - 48), tấn công Balkan và Hy Lạp (447-450), buộc người La Mã phải nộp vàng để cứu thủ đô Constantinopolis, chiếm xứ Gaule (nay là Pháp). Vào miền Bắc nước Ý (451) và năm 451, Attila chạm trán với danh tướng La Mã là Flavius Aetius và vua người Visigoth là Theodoric I trong một trận đánh kịch liệt ở cánh đồng Catalaunique ở Đông Bắc nước Pháp. Trận chiến này có lẽ là bế tắc, hoặc là không quyết định kẻ thắng người thua do chính Flavius Aetius đề xuất, tuy nhiên nó phá vỡ tan nát cái huyền thoại về một ông vua Attila bất khả chiến bại. Ông rất tức giận trước chiến bại không thể đoán trước này, theo lời kể của "Biên niên sử xứ Gaul" (Chronica Gallica).

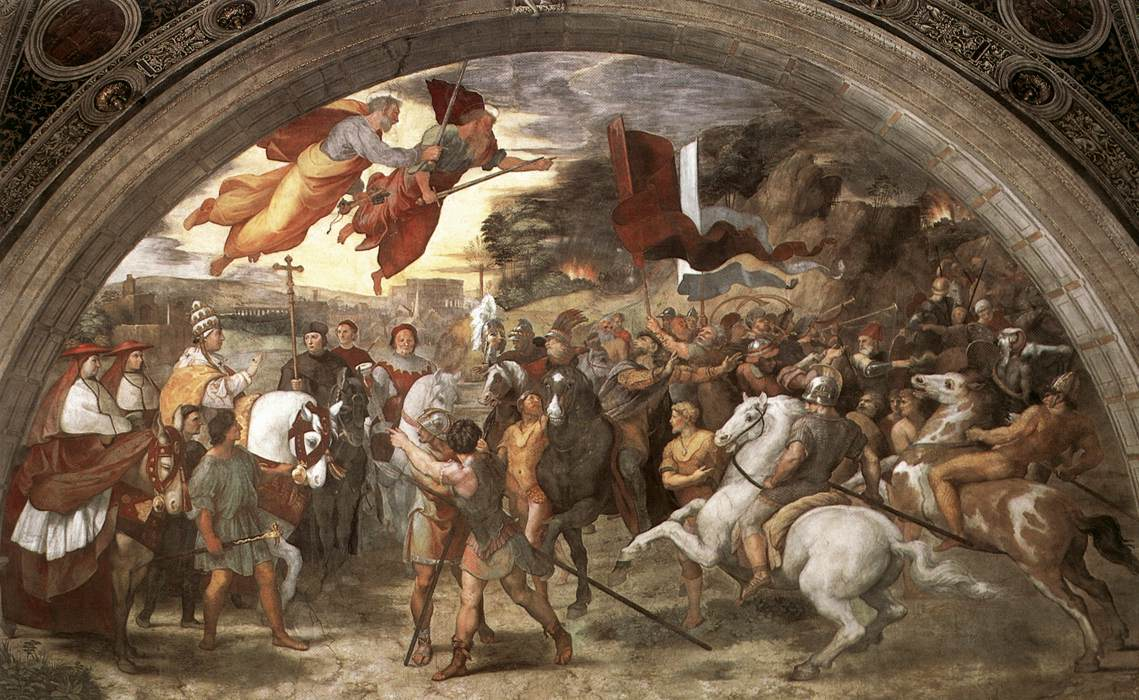
Cuộc gặp gỡ giữa Attila và Đức giáo hoàng Lêô I, tranh của danh họa Raphael.

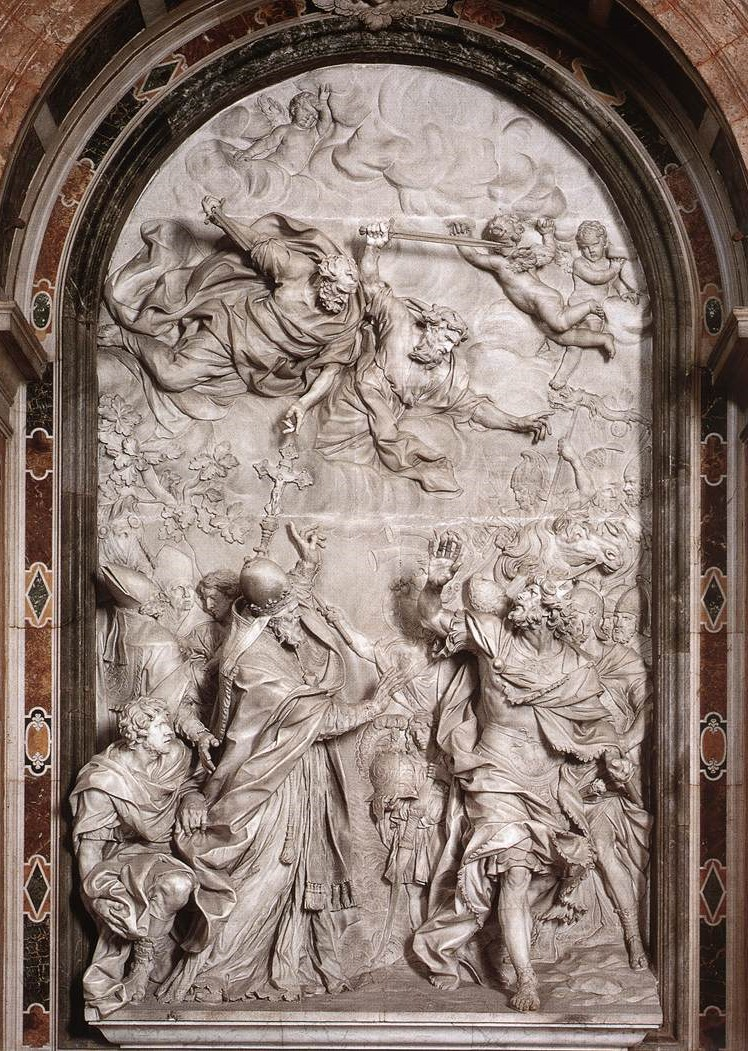
Cuộc gặp gỡ giữa Attila và Giáo hoàng Lêô I, điêu khắc bởi Alessandro Algardi thế kỷ XVII.

Chiến bại thảm hại tại Chalons là một đòn giáng sấm sét vào tinh thần toàn quân Hung. Thất bại này buộc ông phải lui binh về Hungary củng cố lực lượng và năm 452, ông lại xuất binh lại đánh sang đánh Bắc Ý. Sau một vài thắng lợi ban đầu như cuộc tấn công thành Aquileia của người La Mã, đội quân Hung của Attila không chỉ chiếm thành phố thương mại trên biển Adriatic vốn được xem là bất khả xâm phạm, mà họ còn tàn phá Milano, Ticinum (sau này là Pavia), Verona, Mantova thậm chí còn kéo quân đến tận Rome. Hoàng đế La Mã Valentinianus III tháo chạy, chỉ riêng Giáo hoàng Lêô I trụ lại. Giáo hoàng đã gặp gỡ Attila và một cuộc đàm phán diễn ra, đây được coi là một trong những cuộc gặp gỡ nổi tiếng trong lịch sử và trở thành đề tài cho nghệ thuật văn học sau này,mặc dù không ai rõ nội dung cuộc gặp gỡ này, chỉ biết rằng ngay sau đó thì Attila cho rút quân, cuộc xâm lược này coi như thất bại. Dưới thời Attila, liên minh các bộ lạc Hung đạt tới giai đoạn cực thịnh, sau khi Attila chết (453) liên minh này đã tan rã.

## Cái chết
Năm 453 công nguyên, Attila cưới một phụ nữ  người German tên là Ildiko. Nổi tiếng về sự hung mãnh trên chiến trường, nhưng bình thường Attila ăn uống rất ít trong các bữa tiệc lớn. Tuy nhiên, ông đã dành cho mình một ngoại lệ trong ngày đại hỉ và uống rất nhiều rượu. Đêm đó, ông bị chảy máu mũi nhiều lần nhưng say tới mức không nhận ra và đã chết ngộp trong máu của chính mình. Xác chết của Attila được người hầu tìm thấy vào sáng hôm sau.

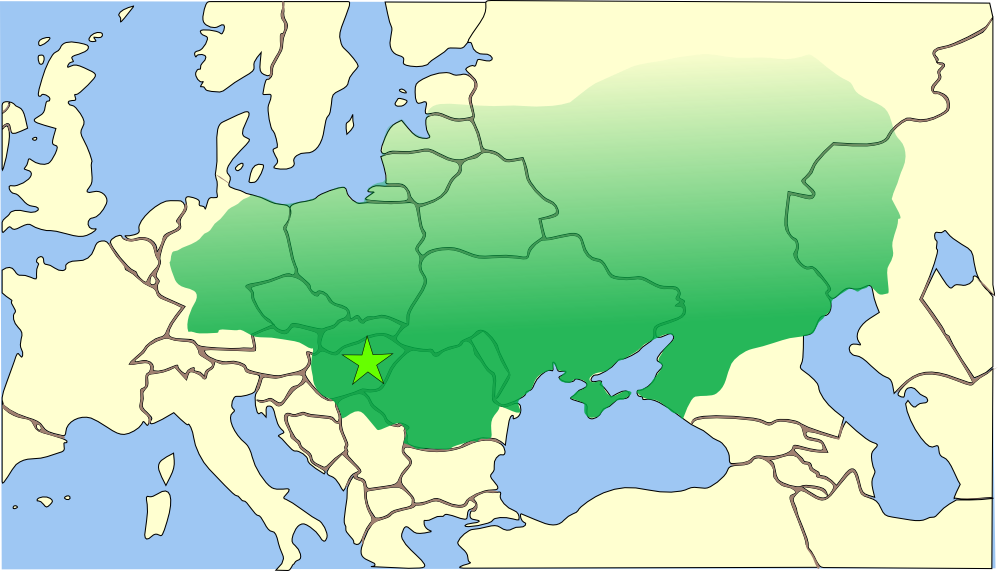
Đế chế Hung cực thịnh dười thời Attila

Chỉ một vài tháng sau cái chết của Attila, sự cai trị của người Hung cũng sụp đổ. Họ rút về phía Đông và số còn lại sáp nhập vào các dân tộc xung quanh. Thời kỳ hưng thịnh của tộc người Hung xem như chấm dứt.

## Nhận định
| “                         | "Thậm chí dù là người hiếu chiến, nhưng ông đã hành động thận trọng và hoàn thành thành hết tâm nguyện của mình. Ông khoan dung với những người cầu xin tha tội và với những người phục tùng, ông luôn đối xử ân cần." | ” |
| — Jordanes, Sử gia Gothic | |   |